# Manuel Agnelli

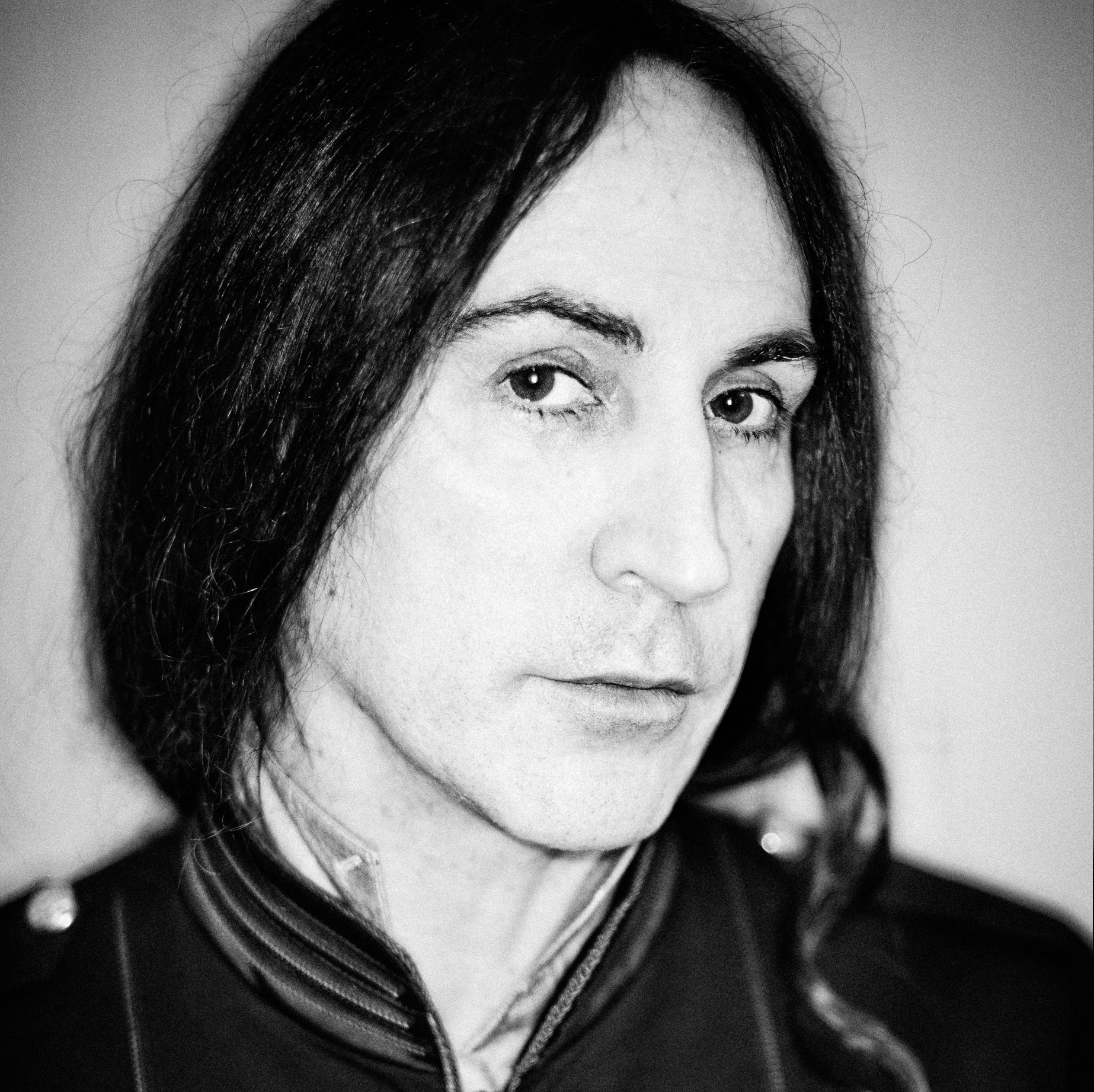
Manuel Agnelli 2015

Manuel Agnelli (* 13. März 1966 in Mailand) ist ein italienischer Rockmusiker.

## Karriere
Agnelli begann sein musikalische Karriere 1985 mit der Gründung der Alternative-Rock-Band Afterhours, deren Sänger, Gitarrist, Keyboarder und Frontman er seitdem ist. Die Band veröffentlichte zunächst Musik auf Englisch, wechselte 1995 aber zu Italienisch und wurde schnell zum Aushängeschild einer neuen Rockszene in der italienischen Musik. Mit der Band fand Agnelli auch im Ausland Anerkennung und er spielte mehrfach mit der Band von Greg Dulli (ehemals The Afghan Whigs). 1999 veröffentlichte er einen Band mit Erzählungen, I racconti del tubetto, dem 2000 das Album Il meraviglioso tubetto in Zusammenarbeit mit Emidio Clementi als Gli Agnelli Clementi folgte.
Daneben betätigte sich Agnelli als Initiativnehmer für Kulturveranstaltungen wie das Tora! Tora! Festival (2001–2005) und als Produzent für andere Musiker wie Verdena oder Cristina Donà. 2009 ging er mit Afterhours beim Sanremo-Festival ins Rennen und initiierte den Sampler Il paese è reale, der unabhängige italienische Rockmusik versammelte. Außerdem arbeitete er als Songwriter mit Mina zusammen. Ab 2016 war Agnelli in mehreren Staffeln der Castingshow X Factor als Juror tätig, wobei er unter anderem die erfolgreiche Band Måneskin entdeckte.
Beim Sanremo-Festival 2019 war Agnelli fester Gast von Teilnehmer Daniele Silvestri (mit Rancore) in dessen Beitrag Argentovivo, der mit dem Kritikerpreis, dem Pressepreis, dem Preis für den besten Text und später mit einer Targa Tenco als Lied des Jahres ausgezeichnet wurde. Im selben Jahr veröffentlichte er in Zusammenarbeit mit Rodrigo D’Erasmo das Livealbum An Evening with Manuel Agnelli. 2022 erschien mit Ama il prossimo tuo come te stesso das erste solistische Studioalbum des Musikers.

## Diskografie
Alben

| Jahr | Titel Label                                  | Höchstplatzierung, Gesamtwochen, AuszeichnungChartsChartplatzierungen (Jahr, Titel, Label, Platzierungen, Wochen, Auszeichnungen, Anmerkungen) | Anmerkungen                                                            |
| Jahr | Titel Label                                  | IT | Anmerkungen                                                            |
| ---- | -------------------------------------------- | --- | ---------------------------------------------------------------------- |
| 2000 | Il meraviglioso tubetto Ultrasuoni           | — | als Gli Agnelli Clementi                                               |
| 2019 | An Evening with Manuel Agnelli Universal     | IT52 (1 Wo.)IT | Erstveröffentlichung: 21. November 2019 Livealbum mit Rodrigo D’Erasmo |
| 2022 | Ama il prossimo tuo come te stesso Universal | IT6 (3 Wo.)IT | Erstveröffentlichung: 30. September 2022                               |

Singles (Auswahl)

| Jahr | Titel Album | Höchstplatzierung, Gesamtwochen, AuszeichnungChartsChartplatzierungen (Jahr, Titel, Album, Platzierungen, Wochen, Auszeichnungen, Anmerkungen) | Anmerkungen                                      |
| Jahr | Titel Album | IT | Anmerkungen                                      |
| ---- | ----------- | --- | ------------------------------------------------ |
| 2019 | Argentovivo | IT15 (4 Wo.)IT | Daniele Silvestri feat. Rancore & Manuel Agnelli |

## Bibliografie
- Manuel Agnelli: I racconti del tubetto. Ultrasuoni, 1999, ISBN 88-86114-52-4.
- Manuel Agnelli: Il meraviglioso tubetto. Mondadori, 2000, ISBN 88-04-48116-1.